# 北丹後地震
北丹後地震（きたたんごじしん）は、1927年（昭和2年）3月7日、18時27分39.2秒に発生した地震である。震源は、北緯35度37.9分、東経134度55.8分の京都府丹後半島北部。Mjma 7.3（Mw 7.0）の地震であった。兵庫県の豊岡町（現・豊岡市）、京都府の宮津町（現・宮津市）、峰山町（現・京丹後市）で震度6（当時）、京都市、兵庫県洲本市、福井県福井市、敦賀市、奈良県八木町（現・橿原市）、広島県松永町（現・福山市）で震度5を記録した。
北丹後地震という名称は気象庁の指定によるもので、発生当時から被災地では丹後地震（たんごじしん）、奥丹後地震（おくたんごじしん）、丹後大震災（たんごだいしんさい）、（丹後）峰山地震などとも呼ばれた。

## 各地の震度
震度4以上を観測した地点は次の通り。
| 震度 | 都道府県 | 観測所                   |
| ---- | -------- | ------------------------ |
| 6    | 京都府   | 宮津測候所               |
| 6    | 兵庫県   | 豊岡                     |
| 5    | 福井県   | 福井・敦賀               |
| 5    | 京都府   | 京都                     |
| 5    | 兵庫県   | 洲本                     |
| 5    | 奈良県   | 八木                     |
| 5    | 広島県   | 松永                     |
| 4    | 北陸     | 伏木                     |
| 4    | 甲信     | 甲府・飯田               |
| 4    | 東海     | 岐阜・名古屋・亀山・伊賀 |
| 4    | 近畿     | 彦根・大阪・神戸・和歌山 |
| 4    | 中国     | 境・岡山・防府           |
| 4    | 四国     | 徳島・多度津・松山       |

当時設定されていた最大震度は6（VI:烈震）であったが、峰山・野田川・網野地区では家屋倒壊率が100％近い地域もあり、震度7相当と推定される場所もあった。

## 被害

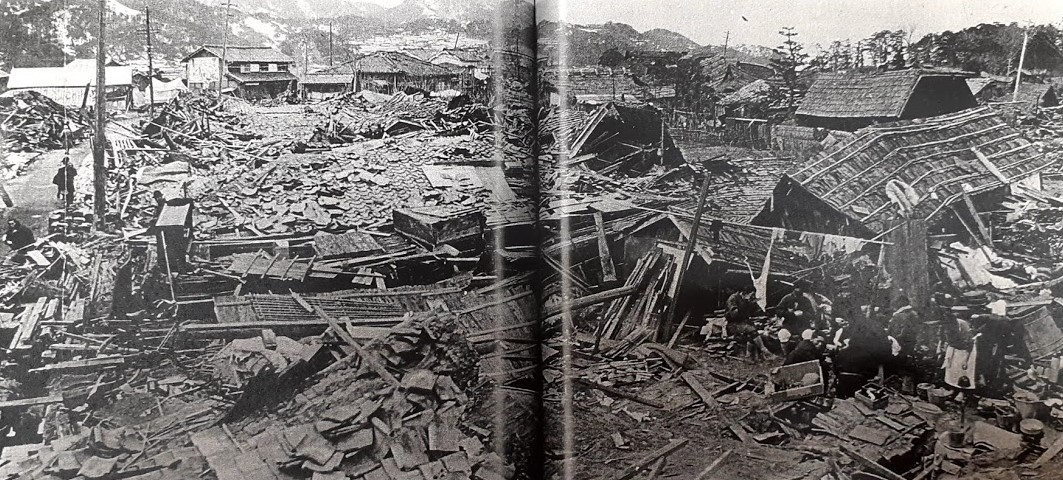
竹野郡網野町（現・京丹後市）の被害

北近畿を中心に中国・四国地方まで被害が及んだ。なかでも被害が集中したのは、丹後半島のつけ根にあたる約15kmの範囲である。
地震被害が著しかったのは今の京丹後市峰山町、網野町、与謝野町旧加悦町地区、同町旧岩滝町地区で、家屋倒壊率は70% - 90%に達した。小学校も被災した。また、地震発生時刻が早春の夕刻だったために、暖房や炊事の火を原因とする火災が各所で発生した。特に網野町、峰山町、与謝野町旧野田川町山田地区では大火となり、合わせて8,287戸が焼失した。最大の被災地となったのは「丹後ちりめん」で知られる峰山町であった。住宅や織物工場など家屋の97%が焼失した。人口に対する死亡率は22%に達した。
この地震による被害は、広範囲に及び、震源から150km以上も離れている鳥取県米子でも2戸の倒壊家屋が出た。さらに、大阪市鶴町一帯では地割れから海水が噴出、水道管の破裂も相まって付近一帯の家屋が泥水に浸った。液状化現象が発生したと考えられる。このほか、京都府木津村、浜詰村では、村内各所で熱湯（出典ママ）が噴出する特異な現象が発生している。
被害の総計は、死者2,925人（京都府内・2,898人）、負傷者7,806人、全壊1万2,584棟、半壊9,443戸、焼失8,287戸、全焼6,459戸、半焼96戸であり、大災害へと発展した。
地震直後に寒気と降雨が被災地を襲ったため、被災者は二重の苦しみを負うこととなった。救援活動は道路や鉄道が寸断されたため海軍の第九駆逐隊も出動、震災各地に救護隊を上陸させて活動した。

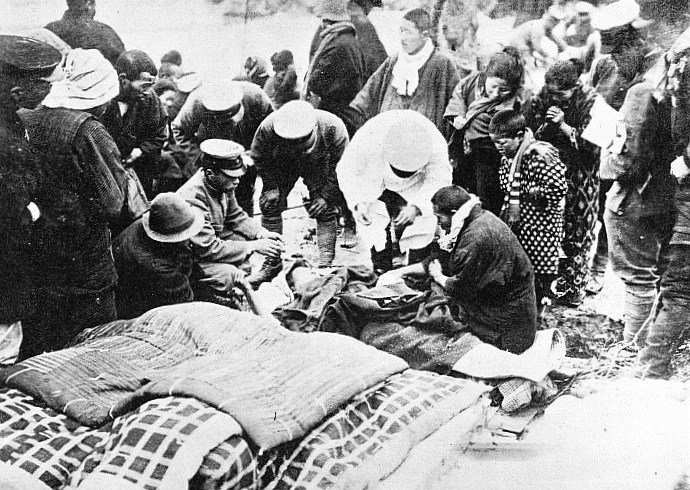
与謝郡加悦町（現・与謝郡与謝野町）の被害
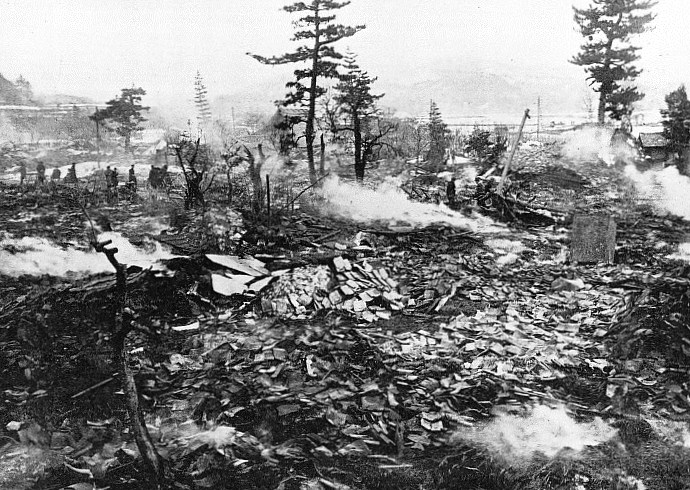
与謝郡四辻村（現・与謝郡与謝野町）の被害
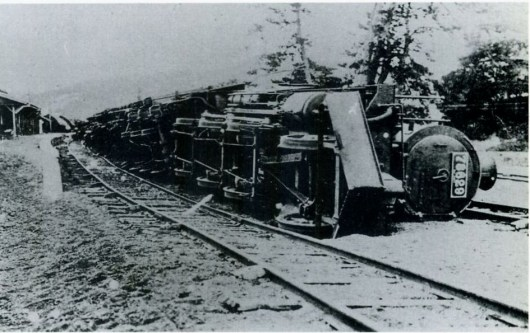
宮津線網野駅構内で横転した8620形蒸気機関車牽引の列車

| 順位 | 名称                                 | 発生日         | 死者・行方不明者数（人） | 規模（M） |
| ---- | ------------------------------------ | -------------- | ------------------------ | --------- |
| 1    | 関東地震（関東大震災）               | 1923年9月1日   | 105,385                  | 7.9       |
| 2    | 東北地方太平洋沖地震（東日本大震災） | 2011年3月11日  | 22,312                   | 9.0       |
| 3    | 明治三陸地震                         | 1896年6月15日  | 21,959                   | 8.2       |
| 4    | 濃尾地震                             | 1891年10月28日 | 7,273                    | 8.0       |
| 5    | 兵庫県南部地震（阪神・淡路大震災）   | 1995年1月17日  | 6,437                    | 7.3       |
| 6    | 福井地震                             | 1948年6月28日  | 3,769                    | 7.1       |
| 7    | 昭和三陸地震                         | 1933年3月3日   | 3,064                    | 8.1       |
| 8    | 北丹後地震                           | 1927年3月7日   | 2,912                    | 7.3       |
| 9    | 三河地震                             | 1945年1月13日  | 1,961                    | 6.8       |
| 10   | 昭和南海地震                         | 1946年12月21日 | 1,443                    | 8.0       |

## 2つの断層

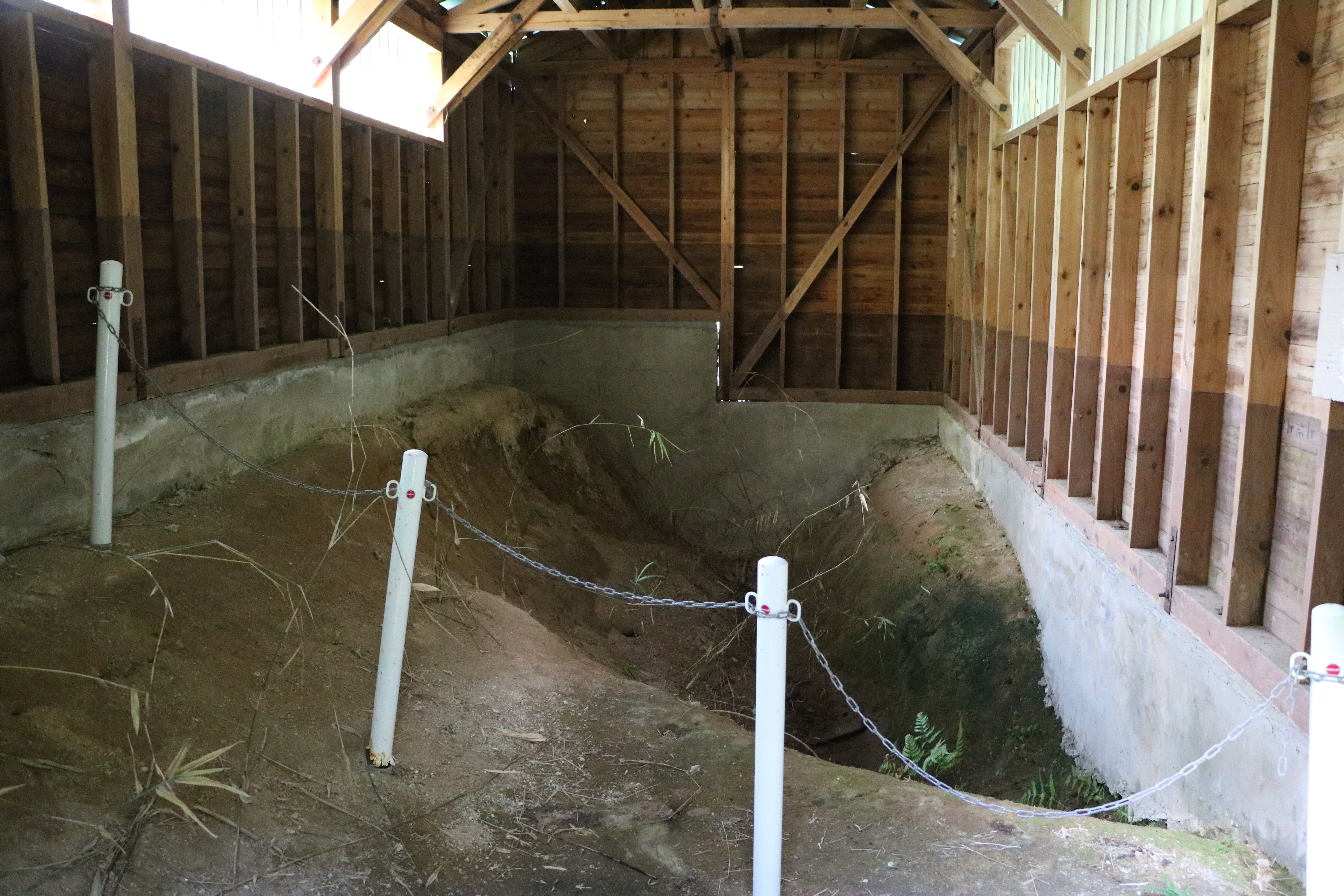
保存されている郷村断層(生野内)

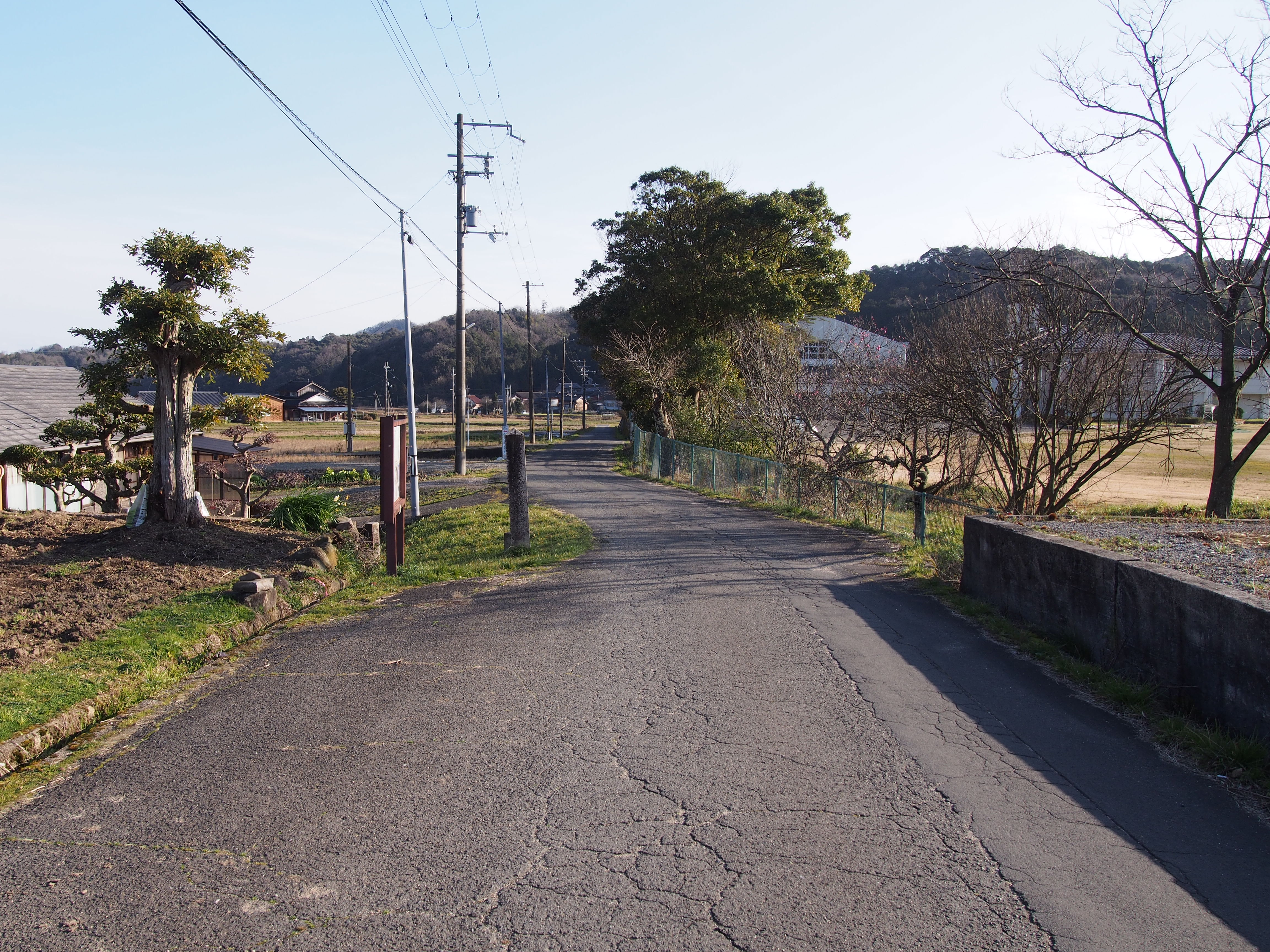
保存されている郷村断層（小池）

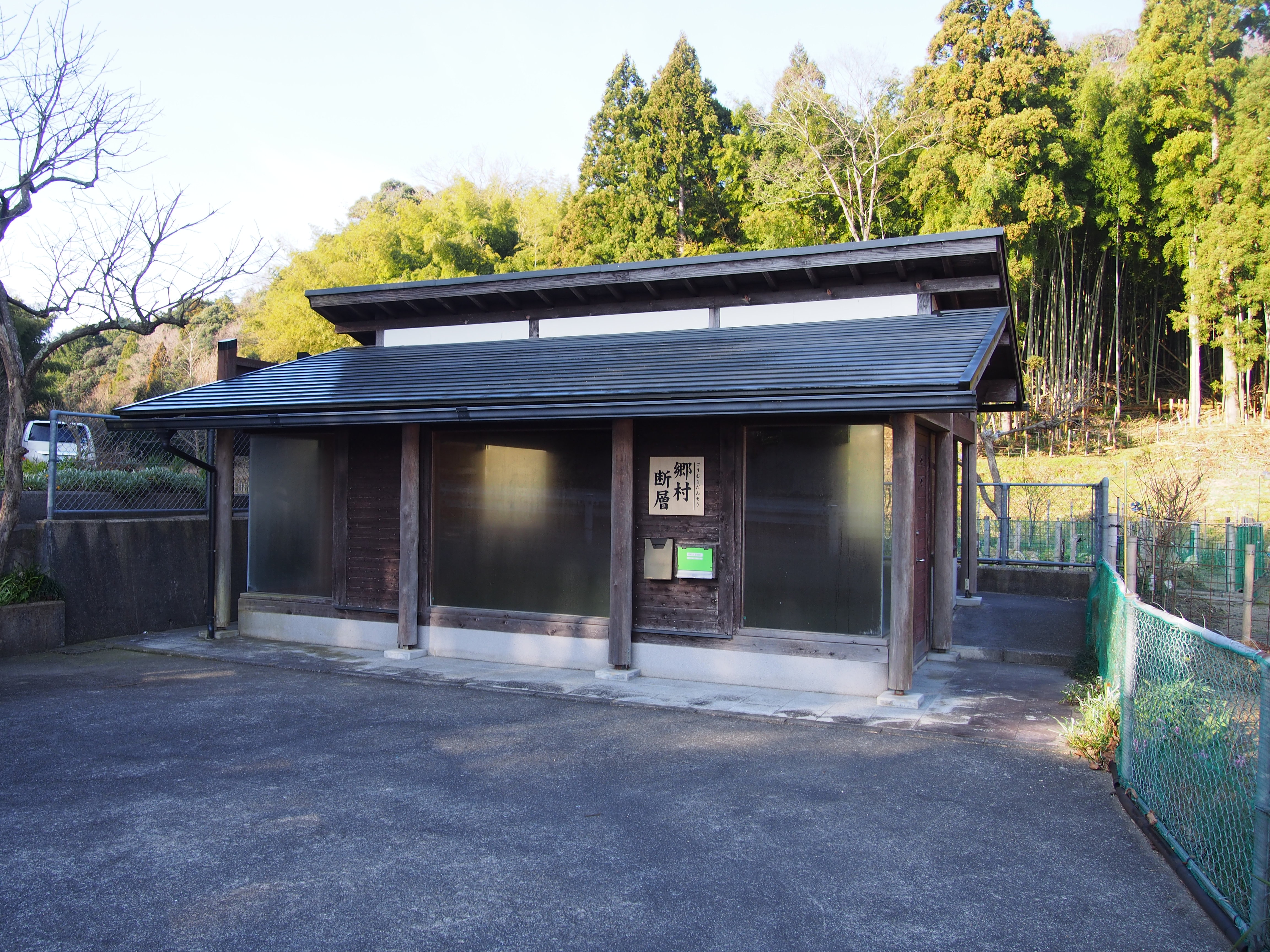
保存されている郷村断層(樋口)

この地震では、2つの地震断層が地表に現れた。京丹後市網野町浅茂川から同市大宮町三重（みえ）地区に至る左横ずれ主体の「郷村断層」（長さ約18km）と、野田川町岩屋地区から宮津市府中地区までの右横ずれ主体の「山田断層」（長さ約7km）である。郷村断層では、西側が最大80cm隆起し、南へ270cm移動した。もう1本の山田断層は、北側が最大70cm隆起し、東へ80cm移動した。
なお、郷村断層は1929年12月17日、国の天然記念物に指定され3か所で保存されており、現在でも見ることができる。

## 意義
直前に1923年大正関東地震（関東大震災）や1925年北但馬地震の発生があったことから、地震や断層への関心が集まり様々な機関の研究者が多方面から調査を行った。更に後年（1985年）にはトレンチ調査も行われた。P波初動の分布や地殻変動がはっきりと観測され、この地震を契機に地震学が大きく進展した。
被災者は厳寒の中雪の降る屋外に投げ出され、新聞社など多くのマスコミが被災者救援のキャンペーンや募金活動などを行った。
大阪梅田の阪急百貨店では、この地震による食い逃げ（飲食代の未収）が莫大な額に達したため、1930年（昭和5年）より日本初の「食券制」を取り入れている。
この地震の被害を後世に伝えるため、峰山町（現京丹後市）に丹後震災記念館が建てられた。網野町では災害復旧の中で区画整理事業が行なわれたが、これは全国でも初めてだといわれている。